# Euxootera melanomesa
Euxootera melanomesa là một loài bướm đêm trong họ Noctuidae.